# 長岡勤
長岡 勤（ながおか つとむ、1955年11月23日 - ）は、日本の実業家。株式会社東京ドーム代表取締役社長執行役員。

## 経歴・人物
栃木県出身。慶應義塾大学経済学部卒業後、1978年後楽園スタヂアム（現・東京ドーム）入社。
2012年常務執行役、2014年専務執行役。2016年4月より現職。一般財団法人日本ボクシングコミッション代表理事会長コミッショナーを兼務 。
メインであるスタジアムの運営・維持管理の他に、熱海や札幌などのホテル・リゾート開発を手がける。